# Saskylach
Saskylach (russisch Саскыла́х; jakutisch Сааскылаах) ist ein Dorf (selo) in der Republik Sacha (Jakutien) in Russland mit 2317 Einwohnern (Stand 14. Oktober 2010).

## Geographie
Der Ort liegt knapp 1300 km Luftlinie nordwestlich der Republikhauptstadt Jakutsk am rechten Ufer des Anabar.
Saskylach ist Verwaltungszentrum des Ulus Anabarski sowie Sitz und einzige Ortschaft der Landgemeinde (selskoje posselenije) Saskylachski nazionalny nasleg mit einem hohen Anteil ewenkischer Einwohner.

## Geschichte
Der Ort entstand in den 1930er-Jahren als Verwaltungssitz für den 1930 gegründeten Ulus (Rajon) und Zentrum der von den sowjetischen Behörden angestrebten Sesshaftmachung der in dem Gebiet vorwiegend nomadisch lebenden Jakuten, Ewenken und Dolganen.

### Bevölkerungsentwicklung
| Jahr | Einwohner |
| ---- | --------- |
| 1939 | 435       |
| 1959 | 445       |
| 1970 | 863       |
| 1979 | 1534      |
| 1989 | 1856      |
| 2002 | 1985      |
| 2010 | 2317      |

Anmerkung: Volkszählungsdaten

## Verkehr
Saskylach ist nicht an das ganzjährig befahrbare Straßennetz angeschlossen, sondern nur über eine Winterpiste vom über 600 km südlich gelegenen Udatschny über Olenjok erreichbar, die weiter den Anabar abwärts nach Jurjung-Chaja verläuft. Der Ausbau dieses Abschnittes zur Straße Anabar ist geplant.
Einige Kilometer südlich des Dorfes befindet sich am rechten Ufer des Anabar ein kleiner Flughafen (ICAO-Code UERS).